# سباستيان غامارا
سباستيان غامارا (بالإسبانية: Sebastián Gamarra)‏ هو مدرب كرة قدم ولاعب كرة قدم بوليفي في مركز الوسط، ولد في 15 يناير 1997 في تاريخا، بوليفيا في بوليفيا. شارك مع منتخب بوليفيا لكرة القدم. أما مع النوادي، فقد لعب مع إيه سي ميلان ونادي بريشيا.

## وصلات خارجية
- سباستيان غامارا على موقع قاعدة بيانات كرة القدم.إي يو (الإنجليزية)
- سباستيان غامارا على موقع ناشيونال فوتبول تيمز (الإنجليزية)
- سباستيان غامارا على موقع Soccerway.com (الإنجليزية)
- سباستيان غامارا على موقع عالم كرة القدم.نت (الإنجليزية)
- سباستيان غامارا على موقع AS.com (الإسبانية)